# Badminton na Igrzyskach Pacyfiku 2007
Badminton na Igrzyskach Pacyfiku 2007, rozgrywany był w 2007 roku w Apii. 

## Medaliści

### Mężczyźni
| Konkurencja    |                               |                               |                               |
| -------------- | ----------------------------- | ----------------------------- | ----------------------------- |
| Gra pojedyncza | Marc Desaymoz                 | Arnaud Franzi                 | Fabien Kaddour                |
| Gra podwójna   | Marc Desaymoz, Florent Mathey | Fabien Kaddour, Arnaud Franzi | Ghee Ming Fong, Damien Ah Sam |

### Kobiety
| Konkurencja    |                              |                                     |                            |
| -------------- | ---------------------------- | ----------------------------------- | -------------------------- |
| Gra pojedyncza | Andra Whiteside              | Johanna Kou                         | Cecile Sarengat            |
| Gra podwójna   | Johanna Kou, Cecile Sarengat | Danielle Whiteside, Andra Whiteside | Ae Wilson, Heseti Mafaufau |

### Miksty
| Konkurencja   |                           |                              |                                 |
| ------------- | ------------------------- | ---------------------------- | ------------------------------- |
| Gra podwójna  | Marc Desaymoz Johanna Kou | Ryan Fong Danielle Whiteside | Fabien Kaddour Valerie Sarengat |
| Gra drużynowa | Nowa Kaledonia            | Fidżi                        | Samoa                           |

### Tabela medalowa
| Poz.    | Państwo        |   |   |   | Łącznie |
| ------- | -------------- | - | - | - | ------- |
| 1       | Nowa Kaledonia | 5 | 3 | 3 | 11      |
| 2       | Fidżi          | 1 | 3 | 1 | 5       |
| 3       | Samoa          | 0 | 0 | 2 | 2       |
| Łącznie | Łącznie        | 6 | 6 | 6 | 18      |